# 朝鲜民主主义人民共和国音乐

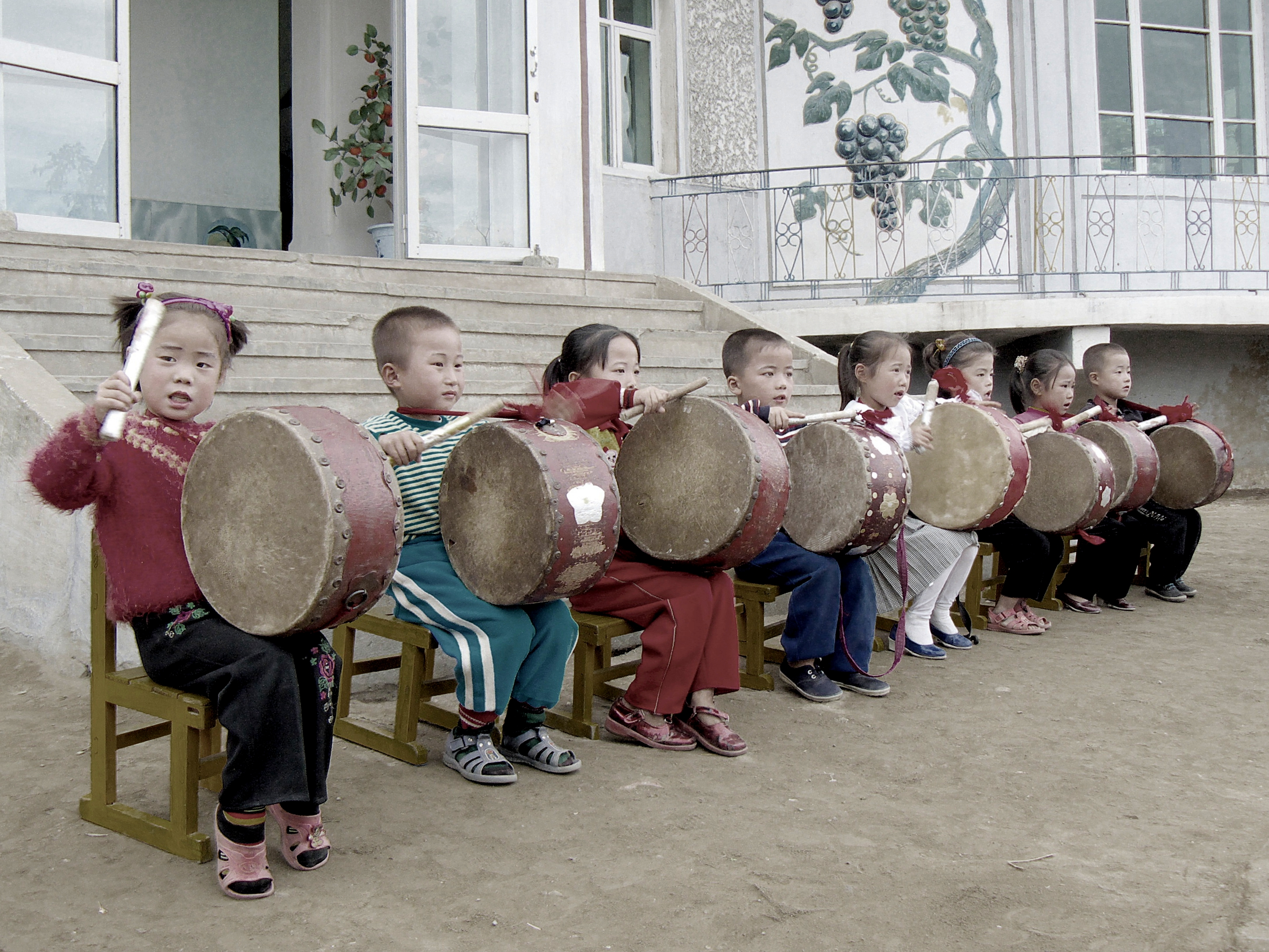
朝鲜儿童在元山附近的安邊郡一合作农场为游客表演

朝鲜民主主义人民共和国音乐，简称北韩音乐，囊括民谣、流行、轻乐器、政治和古典等各种种类。除去爱国歌曲和政治音乐，普天堡电子乐团和牡丹峰乐团等流行乐队亦演唱关于朝鲜日常生活的歌曲，以及对朝鲜半岛传统音乐的重演。其学校广泛教授音乐教育，1949年朝鲜内阁首相金日成在万景台孤儿院首设乐器课程。音乐外交也继续与朝鲜民主主义人民共和国相关，近年来，音乐和文化代表团在中国大陆和法国完成了音乐会，来自西方国家和韩国的音乐家在朝鲜合作开展项目。

## 大眾歌谣
在1945年朝鲜半岛分裂和1948年朝鲜民主主义人民共和国建国后，革命歌曲创作传统被引导到对朝鲜的支持，最终在1980年代形成了“大眾歌谣”流派 ，“大眾歌谣”结合了西方古典交响乐和朝鲜半岛传统音乐形式。这些歌曲通常由男女演员在乐队或合唱团的伴奏下演唱，并由大型管弦乐队（西方风格或混奏）或管乐团伴奏，近年来，流行乐队主要使用吉他、钢琴和黄铜乐器演奏，手风琴和传统乐器时有运用。
朝鲜音乐遵循主体思想。朝鲜特有的进行曲式、欢快的音乐多为精心制作，较少独奏，其歌词和意象具有明确的乐观内容。
很多音乐都是为电影、电视剧和电视电影创作的，朝鲜民族作曲家尹伊桑在德国度过了他一生的大部分时间，尹氏的作品在朝鲜很受欢迎。

## 流行乐

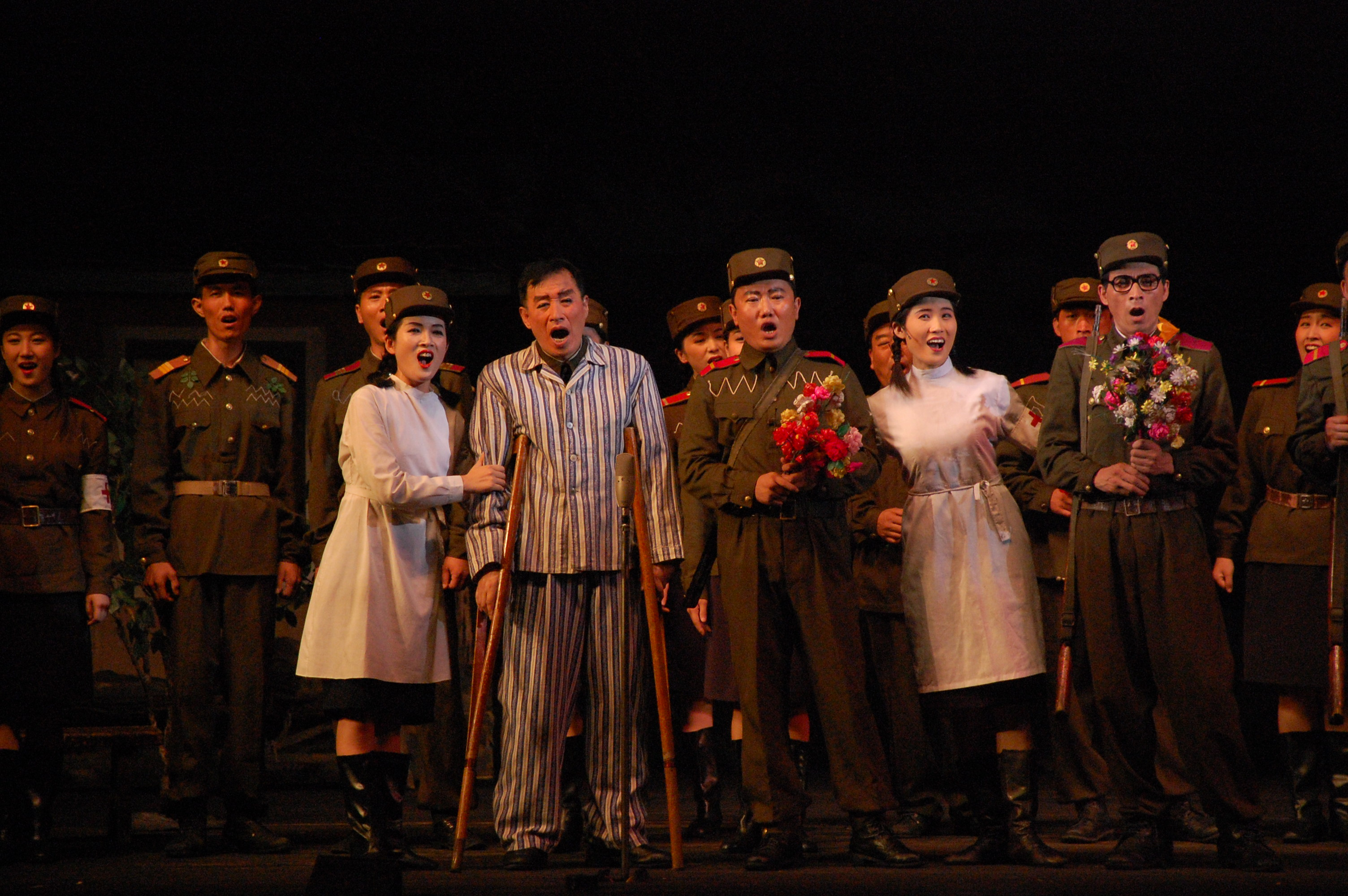
平壤歌剧表演

金日成治下，一切不符合主旋律的曲种皆被禁止（尤其是爵士乐）。然而，许多艺术家通过在创作思想上正确的歌词，同时对乐谱采取自由的态度以免于冤狱。金正日时期，以前被禁止的流派得到解禁并获得当局的鼓励。 2010年，一个自称来自朝鲜的死亡金屬音樂乐队“赤战”在网上刊出三音轨演示音乐。但该组织据信已解散（迄2014年）。金属音乐资料库Spirit of Metal目前列出了2个自称来自朝鲜的乐队，Red War和色情乐队Teagirl。
许多朝鲜流行歌曲通常由年轻女歌手与电音合奏、打击乐手和伴唱歌手和舞者一起演唱。一些朝鲜流行歌曲，如“口哨”（以朝鲜诗人赵基天的歌词为背景）更已在韩国流行。常见的抒情主题包括军事力量（“我们将更牢固地握住刺刀”、“看看我们”、“一对一”）、经济生产与节俭（“机械化之歌中丰收的喜悦”、 《走在最前沿》（数值控制之歌）、《我也养鸡》、《土豆骄傲》）、爱国主义（《我的国家最好》、《世上无所羡慕》、《向著最後的勝利前進》 ）和对朝鲜劳动党和最高领导人的赞美（如《亲爱的将军，你在哪里？ 》《沒有您就沒有祖國》《別問我的名字》《將軍會用縮地法》《腳步聲》）。 《我们是一体》和《统一彩虹》等歌曲唱出了朝鲜统一的希望。还有一些主题比较随意的歌曲，如《女人是花》、《金山谣》。
2012年，朝鲜第一支主要女子乐团牡丹峰樂團首次出现在世人面前。乐队内十一名乐器演奏者和五名歌手皆由金正恩甄选。
英国广播公司电台唱片骑师安迪·克肖在2003年同Koryo Tours访朝后指出，在朝鲜只能找到流行歌手全慧英、金光淑 、赵锦华和李粉姬的唱片，王才山轻音乐团、萬壽臺藝術團和普天堡电子乐团的演奏风格采用克肖所说的“轻乐器和流行声乐”。此外平壤还有国立交响乐团、血海歌剧团、两个合唱团、一个管弦乐队以及一个根据尹伊桑作品演奏的合奏团。平壤电影制片厂还为其电影制作了许多器乐歌曲，朝鲜中央电视台的多档节目都配有中央广播电视乐团制作和演奏的音乐。
前往平壤的游客可以在高麗飯店或平壤第一百货商店以及旅游目的地的礼品店购买朝鲜流行音乐的录音。朝鲜国民和游客可以在平壤人民大學習堂聆听外国曲目。

## 启蒙歌谣
朝鲜日治时期创作的许多歌曲，即“演歌”中的“启蒙期歌谣”（：／ kyemongkikayo）。随着政治宣传音乐在朝鲜取代其他音乐形式，故不再传唱。启蒙歌谣很长一段时间都是口头传颂。但在金正日任内被有意复活：2000年代后期，朝鲜中央电视台播出了一档介绍那些“启蒙歌曲”的电视节目。

## 民歌
除了当代流行歌曲外，普天堡电子乐团等团体亦有录制朝鲜民歌编曲。朝鲜半岛民歌《阿里郎》在朝鲜仍广泛流行，联合国教科文组织于2014年将这首歌列入人类非物质文化遗产名录。
与常规的朝鲜半岛音乐一样，朝鲜音乐包括各种民间音乐和古典宫廷音乐，包括散调、盘索里和农乐等流派。盘索里是由一名歌手和一名鼓手共同演奏的长声和打击乐。歌词讲述了五个不同的故事之一，但由每个表演者个性化，通常带有更新的笑话和观众参与。農樂是一种乡村形式的打击乐，通常由 20 到 30 名表演者演奏。三条完全是乐器，在歌曲中改变节奏和旋律模式。乐器包括杖鼓与旋律乐器（如牙箏或伽倻琴）。

## 器乐
在朝鲜，传统乐器经过改编以与西方乐器竞争。许多古老的音乐形式仍然沿用于与现代朝鲜共产主义国家的思想和生活方式相匹配的传统表演中，并配合现代歌曲来赞美金日成家族，加上希望朝鲜半岛统一的歌曲，从而创造出真正朝鲜的传统和西方音乐混合，这是一种独特的古今结合的朝鲜半岛音乐变体。
现代玉流琴和四奚琴四弦小提琴是朝鲜传统乐器的现代化版本，用于演奏古今结合的音乐。
相比之下，军乐经常大量使用西式铜管乐器、木管乐器和打击乐器，而经常完全不使用朝鲜半岛乐器。虽多为原创，但如果没有歌词，则旋律难以与西方歌曲区分，歌词很大程度上体现了习惯性的意识形态内容。

## 目前活跃的朝鲜民主主义人民共和国音乐团体和乐团

### 军队
- 朝鲜人民军歌舞团
- 朝鲜人民军协奏团
- 朝鲜人民军海军歌舞团
- 朝鲜人民军空军歌舞团
- 朝鲜人民安全部歌舞团
- 朝鲜人民军军乐团
- 朝鲜人民安全部女子军乐团

### 民间
- 银河水管弦乐团
- 朝鲜国立交响乐团
- 尹伊桑管弦乐团
- 国务委员会交响乐团
- 普天堡电子乐团
- 王才山轻音乐团和王才山舞团
- 牡丹峰樂團
- 青峰乐团[30]
- 万寿台艺术团（MAT）旗下的音乐团体
  - 萬壽臺藝術團Merited 女子器乐合奏[31]
    - 萬壽臺藝術團三池渊乐团[31][32]

  - 萬壽臺藝術團合唱团
  - 平壤爱乐乐团
- 朝鲜民主主义人民共和国国家爱乐乐团
- 民族民间艺术团[33]
- 平壤交响乐团
- 菲巴达歌剧团[34]
- 朝鲜民主主义人民共和国国家青年管弦乐团
- 金日成青年爱乐乐团
- 朝鲜中央广播电视乐团

## 延伸阅读
- Howard, Keith. . Oxford: Oxford University Press. 2020. ISBN 978-0-19-007751-8.
- (PDF). Pyongyang: Foreign Languages Publishing House. 2018  [2022-06-29]. ISBN 978-9946-0-1776-1. （原始内容 (PDF)存档于2022-05-28）.